# Неда Божиновић
Неђељка Неда Божиновић Радосављевић (Тополо, код Дубровника, 1917 — Београд, 2001), учесница Народноослободилачке борбе. По професији правница, после рата била је активна феминисткиња и друштвено-политичка радница СФР Југославије и СР Србије. За време ратова у Југославији деведесетих била је истакнута мировна и антиратна активисткиња. Написала је и уредила мноштво научних радова међу којима и једину синтезу о историји жена у Србији: „Женско питање у Србији у XIX и XX веку“.

## Биографија
Рођена је 1917. године у селу Тополом, код Дубровника. Основну школу је завршила у Стону. Гимназију је завршила у Котору, где се први пут, преко пријатеља, упознаје са левичарским идејама. Неда је рођена у католичкој породици, бројној и добростојећој у којој су се строго поштовали верски и етички принципи и што је у великој мери обликовало њене моралне вредности иако се до краја живота изјашњавала као атеисткиња. Основну школу је завршила у Стону. Гимназију је завршила у Котору, где се први пут, преко пријатеља, упознаје са левичарским идејама. Време проведено учећи у Котору утицало је на њен осећај за заједништво и прихватање вишенационалности који је био покретач каснијих активистичких ангажовања.

### Долазак у Београд
По доласку у Београд, 1935. године, уписује се на Правни факултет. Током студија приступила је револуционарном студентском покрету и била веома активна у разним студентским удружењима — Омладинској секцији женског покрета, Удружењу студената Београдског универзитета, Студентском правничком друштву, као и у Задружној омладини Југославије. У оквиру омладинског и студентског покрета припадала је либералној струји која је подржавала сарадњу са женским грађанским организацијама. У том периоду, интересовање и ангажовање за комунистичке идеје били су изузетно значајан сегмент њеног живота, па је тако 1939. постала и члан тада илегалне Комунистичке партије Југославије (КПЈ), у време када је у Партији учешће жена било око два одсто. Исте године је дипломирала на Правном факултету.

### Други светски рат
После бомбардовања Београда, 6. априла 1941. године, и почетка Другог светског рата, отишла је по партијском задатку у Црну Гору. Тамо је радила на одговорним политичким функцијама и учествовала у припремама оружаног устанка. Као чланица Окружног комитета КПЈ за Никшић била је задужена за рад са женама у Никшићу и околини.
Потом је ступила у јединице НОВ и ПО Југославије. Најпре се налазила на функцији заменика политичког комесара Трећег никшићког партизанског батаљона, а касније је руководила политичким радом у Петој козарачкој и Трећој крајишкој бригади, као и у Првој пролетерској дивизији. Из рата је изашла у чину резервног мајора ЈНА. 1942. године заједно са делом Треће крајишке бригаде прелази у Босну.

### Послератни период
Од фебруара 1945. године обављала је дужност секретара Месног комитета КПЈ за Београд. Била је и инструктор Централног комитета Комунистичке партије Србије, помоћник председника Комисије државне контроле ФНРЈ, помоћник министра рада у Влади ФНРЈ, секретарка и потпредседница Централног одбора Савеза бораца Југославије, затим Државни секретар за послове опште управе и буџета Савезног извршног већа (СИВ). У Савезу бораца искључиво се посветила проблемима рањеника, њиховом социјалном положају, учествовала у акцији обезбеђивања 28.000 станова за бивше борце. Током 1951. и 1952. године радила је као председница Удружења универзитетски образованих жена. Од 1958. до 1963. године била је посланица Савезног већа Савезне народне скупштине, а 1963. је изабрана је за судију Уставног суда СФРЈ, и на тој функцији остала до 1972. године, када је отишла у пензију.
Од 1958. до 1963. године била је посланица Савезног већа Савезне народне скупштине, а 1963. је изабрана је за судију Уставног суда СФРЈ, и на тој функцији остала до 1972. године, када је отишла у пензију.

### Антифашистички фронт жена
Све време постојања Антифашистичког фронта жена (АФЖ) активно је радила на питањима помоћи у домену дечије заштите и економског побољшања положаја жене. Укидање АФЖ-а 1953. године и његовог претварања у секцију Социјалистичког савезa Неда назива патријархатом на делу који жели да равноправност жена стави под контролу социјализма.
Неда Божиновић, током деведесетих година 20. века, није могла да се помири са свим што се на простору бивше Југославије дешавало и свој бунт, неслагање и незадовољство изражавала је кроз форму пацифистичко-феминистичког активизма у неколико женских, антиратних и мировних организација. Радила је са Женама у црном, у СОС телефону за жене жртве насиља, Центру за антиратну акцију и Женском парламенту.

## Приватни живот
У браку са Добривојем Радосављевићем Бобијем, високим партијским и државним функционером, чланом Централног Комитета и народним херојем, имала је троје деце.
Умрла је у Београду 2001. године и сахрањена је поред свог супруга у Алеји заслужних грађана на Новом гробљу у Београду.

## Активизам
Укључује се у Жене у црном које су настале 1991. године као мировна женска група. Била је редовна на састанцима који  су се на почетку одвијали у Антиратном центру све док се 93’ нису одвојили у засебан простор. Улази у ову организацију залажући се за антимилитаристичку борбу и стоји уз њих још од првих демонстрација организованих 9. октобра 1991. године испред Студентског културног центра када се у јавности први пут запажа снага женског отпора.
Жене у црном заједно са Феминистичком 94 објавиле су њен рад о алтернативној женској историји „Женски покрет у Србији у 19. и 20. веку“ Учествовала је као један од уредника на уређивању зборника „Жене за мир“ чије су  годишње публикације издавале Жене у црном на више језика: италијански, енглески, шпански.
Била је једна од оснивачица Женског парламента 1991. године заједно са Јелком Имшировић који је имао за циљ разматрање пројекта закона, а са Надеждом Ћетковић учествовала је у оснивању Београдског женског лобија чији је циљ био устајање против многобројних облика дискриминације. Београдски женски лоби је настао 1990.као група за притисак и на лето 1990.започео је са Минималним женским програмом који је имао за циљ да позове жене на заједничку акцију. 93’ започела је са радом на СОС телефону у Дому омладине намењеном за жену и децу који су жртве насиља. Из СОС телефона настају друге групе:  Група за жене силоване у рату из које се развио Аутономни женски центар, Сигурна женска кућа, СОС за младе, Инцест центар, Женска правна група, Женска издавачка кућа Деведесет четврта. Такође, била је једна од оснивачица Центра за антиратну акцију као и чланица београдске феминистичке групе Жене и друштво настале 8. марта 1990. године из које је заправо и проистекао СОС телефон.
3. септембра 1990. шаље писмо редакцији „Дуге“ под називом „Жене, размислите!“ као одговор на разговор са др Иваном Кнајтером који је изашао у часопису „Дуга“ под називом „Жене, не женирајте се, рађајте“.  У писму упућеном редакцији стоји захтев да се убудуће проблемом положаја жена баве само озбиљни стручњаци.

## Oдликовања
Посвећен рад на реконструкцији историје жена у Србији у 19. и 20. веку, Неду Божиновић сврстава међу пионирке историје рода и родних студија у Србији уопште. Њена монографија „Женско питање у Србији у XIX и XX веку“, представља до сада једину синтезу о историји жена у Србији.
Носилац је Партизанске споменице 1941. и других југословенских одликовања, међу којима су — Орден братства и јединства са златним венцем и Орден за храброст. Орденом братства и јединства, одликована је још у току рата, Указом Председништва АВНОЈ-а, 25. септембра 1944. године.